# Superliga de Malasia 2017
La Superliga de Malasia 2017 fue la 13.ª edición de la Superliga de Malasia de fútbol desde la inserción del torneo en el 2004. La temporada comenzó el 20 de enero y terminará en octubre.

## Equipos
Un total de 12 equipos disputarán la liga, incluyendo 10 equipos de la Superliga de Malasia 2016 y dos ascendidos desde la Premier League de Malasia 2016. El Johor Darul Ta'zim FC es el campeón vigente.
Los clubes PDRM FA y Terengganu FA descendieron a la Liga Premier de Malasia al ocupar las posiciones 11 y 12 de la temporada anterior. Ascendieron el Melaka FA de Malacaa y el PKNS FC de Selangor. El PKKS FC jugó por última vez en la temporada 2014; mientras que el Melaka FA no jugaba desde la temporada 2007-08.
Esta temporada, el Melaka FA anunció cambio de nombre a Melaka United FC.

### Ciudades y estadios
| Equipo             | Ciudad              | Estadio                       | Capacidad |
| ------------------ | ------------------- | ----------------------------- | --------- |
| Felda United       | Bandar Pusat Jengka | Tun Abdul Razak               | 25,000    |
| Johor Darul Ta'zim | Johor Bahru         | Larkin                        | 30,000    |
| Kedah FA           | Alor Setar          | Darul Aman                    | 32,387    |
| Kelantan FA        | Kota Bharu          | Sultán Mohammad IV            | 22,000    |
| Pahang FA          | Kuantan             | Darul Makmur                  | 40,000    |
| Penang FA          | George Town         | Bandaraya                     | 20,000    |
| Perak FA           | Ipoh                | Perak                         | 31,000    |
| Sarawak FA         | Kuching             | Sarawak                       | 40,000    |
| Selangor FA        | Shah Alam           | Shah Alam                     | 80,372    |
| T–Team             | Kuala Terengganu    | Sultán Ismail Nasiruddin Shah | 15,000    |
| Melaka United FC   | Krubong, Melaka     | Hang                          | 40,000    |
| PKNS FC            | Shah Alam, Selangor | Shah Alam                     | 80,372    |

| Felda United FC            | Johor Darul Ta'zim FC                  | Kedah FA             |
| -------------------------- | -------------------------------------- | -------------------- |
| Estadio Tun Abdul Razak    | Estadio Tan Sri Dato Haji Hassan Yunos | Estadio Darul Aman   |
| Capacity: 25,000           | Capacity: 30,000                       | Capacity: 32,387     |
|                            |                                        |                      |
| Kelantan FA                | Melaka United FC                       | Pahang FA            |
| Estadio Sultan Mohammad IV | Estadio Hang Jebat                     | Estadio Darul Makmur |
| Capacity: 25,000           | Capacity: 40,000                       | Capacity: 40,000     |
|                            |                                        |                      |
| Penang FA                  | Perak FA                               | Sarawak FA           |
| Estadio estatal Penang     | Estadio Perak                          | Estadio Sarawak      |
| Capacity: 40,000           | Capacity: 42,500                       | Capacity: 26,000     |
|                            |                                        |                      |
| PKNS FC                    | T–Team FC                              | Selangor FA          |
| Estadio Shah Alam          | Estadio Sultan Ismail Nasiruddin Shah  | Estadio Selayang     |
| Capacity: 80,372           | Capacity: 15,000                       | Capacity: 11,098     |
|                            |                                        |                      |

### Personal y patrocinio
Note: Flags indicate national team as has been defined under FIFA eligibility rules. Players may hold more than one non-FIFA nationality.
| Equipo             | Entrenador                | Capitán              | Indumentaria | Patrocinio                          |
| ------------------ | ------------------------- | -------------------- | ------------ | ----------------------------------- |
| Felda United       | B. Sathianathan           | Shukor Adan          | FBT          | FELDA                               |
| Johor Darul Ta'zim | Benjamin Mora             | Marcos António       | Nike         | Forest City                         |
| Kedah              | Nidzam Adzha (caretaker)  | Khairul Helmi Johari | Al-Ikhsan    | Bina Darulaman Berhad               |
| Kelantan           | Zahasmi Ismail            | Badhri Radzi         | HORC         | redONE, Al Hamra Group, ChengalJati |
| Melaka United      | G. Selvamohan (caretaker) | G. Puaneswaran       | Kronos       | Edra, CGN, Tag Marine               |
| Pahang             | Dollah Salleh             | Matthew Davies       | Jako         | Aras Kuasa                          |
| Penang             | Zainal Abidin Hassan      | Rafiuddin Rodin      | Legea        | myPenang                            |
| Perak TBG          | Mehmet Durakovic          | Shahrom Kalam        | Al-Ikhsan    | Lembaga Air Perak & Perak Corp.     |
| PKNS               | E. Elavarasan             | Safee Sali           | Kappa        | PKNS                                |
| Sarawak            | David Usop                | Ronny Harun          | Starsport    | Sarawak Energy                      |
| Selangor           | P. Maniam                 | Razman Roslan        | Lotto        | Selangor                            |
| T-Team             | Rahmad Darmawan           | Hasbullah Awang      | Kobert       | Chicken Cottage                     |

### Cambio de entrenadores
| Equipo             | Entrenador saliente | Motivo                                                             | Fecha de salida         | Posición del equipo | Entrenador sustituto      | Fecha de nombramiento   |
| ------------------ | ------------------- | ------------------------------------------------------------------ | ----------------------- | ------------------- | ------------------------- | ----------------------- |
| Felda United       | Mohd Bin Nik        | End of caretaker spell                                             | 22 de octubre de 2016   | Pretemporada        | Azmi Mohamed              | 1 de noviembre de 2016  |
| Melaka United      | Mat Zan Mat Aris    | Fin de contrato                                                    | 22 de octubre de 2016   | Pretemporada        | Eric Williams             | 17 de noviembre de 2016 |
| Pahang             | Razip Ismail        | Fin de contrato                                                    | 22 de octubre de 2016   | Pretemporada        | Dollah Salleh             | 1 de diciembre de 2016  |
| Kelantan           | Velizar Popov       | Renuncia                                                           | 22 de octubre de 2016   | Pretemporada        | Zahasmi Ismail            | 30 de noviembre de 2016 |
| Penang             | Nenad Baćina        | Fin de contrato                                                    | 24 de noviembre de 2016 | Pretemporada        | Ashley Westwood           | 28 de noviembre de 2016 |
| Selangor           | K. Gunalan          | End of caretaker spell                                             | 26 de diciembre de 2016 | Pretemporada        | P. Maniam                 | 26 de diciembre de 2016 |
| Johor Darul Ta'zim | Mario Gómez         | Consentimiento mutuo                                               | 18 de enero de 2017     | Pretemporada        | Benjamin Mora             | 18 de enero de 2017     |
| Felda United       | Azmi Mohamed        | Renuncia                                                           | 7 de febrero de 2017    | 11th                | B. Sathianathan           | 21 de febrero de 2017   |
| Perak TBG          | Karl Heinz Weigang  | Despido                                                            | 22 de febrero de 2017   | 3rd                 | Mehmet Durakovic          | 22 de febrero de 2017   |
| Penang             | Ashley Westwood     | Mutuo acuerdo                                                      | 19 de marzo de 2017     | 12th                | Zainal Abidin Hassan      | 23 de marzo de 2017     |
| Kedah              | Tan Cheng Hoe       | Anunciado como asistente del entrenador de la selección de Malasia | 29 de abril de 2017     | 3rd                 | Nidzam Adzha              | 23 de mayo de 2017      |
| Melaka United      | Eric Williams       | Rested                                                             | 23 de mayo de 2017      | 10th                | G. Selvamohan (caretaker) | 23 de mayo de 2017      |

### Jugadores foráneos
El nombre del jugador en negrita indica que el jugador fue registrado durante la ventana de transferencia de mitad de temporada.
| Club               | Jugador 1         | Jugador 2               | Jugador 3                | Jugador (AFC)    | Exjugador (baja)                  |
| ------------------ | ----------------- | ----------------------- | ------------------------ | ---------------- | --------------------------------- |
| FELDA United       | Zah Rahan Krangar | Lucas Cano              | Thiago Augusto Fernandes | Mootaz Jounaidi  | Gastón Cellerino                  |
| Johor Darul Ta'zim | Marcos António    | Gonzalo Cabrera         | Gabriel Guerra           | Mohammed Ghaddar | Jerónimo Barrales Brian Ferreira  |
| Kedah              | Liridon Krasniqi  | Sandro da Silva         | Ken Ilsø                 | Zac Anderson     |                                   |
| Kelantan           | Mamadou Danso     | Morgaro Gomis           | L'Imam Seydi             | Abou Bakr Al-Mel | Alessandro Celin Mohammed Ghaddar |
| Melaka United      | Ilija Spasojević  | Felipe Almeida De Souza | Jasmin Mecinović         | Jeon Woo-young   | Godwin Antwi Ezequiel Agüero      |
| Pahang             | Mohamadou Sumareh | Matheus Alves           | Yamil Romero             | Heo Jae-won      | Bright Dike                       |
| Penang             | Reinaldo Lobo     | Nigel Dabinyaba         | Sanna Nyassi             |                  | Diogo Ferreira Andy Russell       |
| Perak TBG          | Thiago Junio      |                         |                          | Yashir Pinto     | Faton Toski Vladislav Mirchev     |
| PKNS               | Gonzalo Soto      | Lucas Espindola         | Patrick Wleh             | Matias Jadue     |                                   |
| Sarawak            | Demerson          | Mateo Roskam            | Miloš Raičković          | Sahil Suhaimi    | Mark Hartmann Lee Jong-ho         |
| Selangor           | Ugo Ukah          | Francis Doe             | Juliano Mineiro          | Andik Vermansyah | Victoraș Astafei                  |
| T–Team             | Abdoulaye Maïga   | Dilshod Sharofetdinov   | Mamadou Samassa          | Farhod Tadjiyev  |                                   |

1. ↑  Jugadores extranjeros que abandonaron sus clubes o fueron destituidos de la plantilla debido a problemas médicos u otros asuntos.

### Jugadores naturalizados
| Equipo             | Jugador 1                | Jugador 2       |
| ------------------ | ------------------------ | --------------- |
| Felda United       | Curran Ferns             | Stuart Wark     |
| Johor Darul Ta'zim | Junior Eldstål           | Darren Lok      |
| Kelantan FA        | Brendan Gan              |                 |
| Melaka United      | Khair Jones              |                 |
| Pahang FA          | Kiko Insa                | Matthew Davies  |
| Penang FA          | Syed Adney               | Shazalee Ramlee |
| Sarawak FA         | Rodney Celvin Akwensivie |                 |

## Tabla de posiciones
|     | Equipos de fútbol | PJ | G | E | P | GF | GC | Dif | Pts |
| --- | ----------------- | -- | - | - | - | -- | -- | --- | --- |
| 01. | Johor Darul FC    | 13 | 9 | 3 | 1 | 29 | 11 | +18 | 30  |
| 02. | Pahang FA         | 13 | 7 | 3 | 3 | 31 | 17 | +14 | 24  |
| 03. | Kedah FA          | 13 | 6 | 6 | 1 | 27 | 18 | +9  | 24  |
| 04. | Perak FA          | 13 | 4 | 6 | 3 | 18 | 22 | -4  | 18  |
| 05. | Selangor FA       | 13 | 4 | 5 | 4 | 17 | 16 | +1  | 17  |
| 06. | FELDA United FC   | 13 | 4 | 5 | 4 | 16 | 15 | +1  | 17  |
| 07. | T-Team FC         | 13 | 5 | 4 | 4 | 19 | 21 | -2  | 16  |
| 08. | Kelantan FA       | 13 | 6 | 2 | 5 | 26 | 21 | +5  | 14  |
| 09. | PKNS FC           | 13 | 2 | 5 | 6 | 22 | 26 | -4  | 11  |
| 10. | Sarawak FA        | 13 | 2 | 5 | 6 | 12 | 18 | -6  | 11  |
| 11. | Melaka United FC  | 13 | 2 | 5 | 6 | 13 | 28 | -15 | 11  |
| 12. | Penang FA         | 13 | 1 | 3 | 9 | 10 | 27 | -17 | 6   |

PJ = Partidos jugados; G = Partidos ganados; E = Partidos empatados; P = Partidos perdidos; GF = Goles anotados; GC = Goles recibidos; Dif = Diferencia de goles; Pts = Puntos.

(C) = Campeón; (D) = Descendido; (P) = Promovido; (E) = Eliminado; (O) = Ganador de Play-off; (A) = Avanza a siguiente ronda.

1. ↑  Ganador de la Copa de Malasia 2017. Está clasificado a la fase de grupos de la Copa AFC 2018.
2. ↑  Kelantan y T–Team recibieron una deducción de seis puntos por fallar en completar el proceso de registro de la liga de Malasia (M-League) 2017. Posteriormente, tras un cuidadoso examen de las apelaciones mencionadas, la Federación de Malasia decidió levantar la prohibición de transferencia y reducir la deducción de 6 puntos a 3 puntos para el club T-Team.
3. ↑  Kelantan y T–Team recibieron una deducción de seis puntos por fallar en completar el proceso de registro de la liga de Malasia (M-League) 2017.

|  | Liga de Campeones 2018 (Ronda preliminar)  |
|  | Copa AFC 2018 (Fase de grupo)              |
|  | Descenso a la Liga Premier de Malasia 2018 |

## Estadísticas

### Goleadores
Actualizado hasta los partidos jugados el 24 de mayo de 2017.
| Posición | Jugador          | Club                          | Goles |
| -------- | ---------------- | ----------------------------- | ----- |
| 1        | Mohammed Ghaddar | Kelantan / Johor Darul Ta'zim | 18    |
| 2        | Matheus Alves    | Pahang                        | 14    |
| 3        | Ken Ilsø         | Kedah                         | 9     |
| 4        | Mohd Safiq Rahim | Johor Darul Ta'zim            | 8     |
| 5        | Gonzalo Cabrera  | Johor Darul Ta'zim            | 6     |
| 5        | Lucas Cano       | Felda United                  | 6     |
| 5        | Patrick Wleh     | PKNS                          | 6     |